# Evgenija Rodina
Evgenija Sergeevna Rodina (in russo Евгения Сергеевна Родина?; Mosca, 4 febbraio 1989) è una tennista russa.

## Carriera
Arrivò in finale al Slovak Junior Indoor Tournament, Singolare Ragazze del 2004 perdendo contro Eugenia Grebenyuk.
Vinse l'Australian Open 2007 - Doppio ragazze in coppia con Arina Rodionova battendo in finale Julia Cohen e Urszula Radwańska con il punteggio di 2-6 6-3 6-1.
Nel ranking raggiunse la 67ª posizione il 6 maggio 2019. Al torneo di Wimbledon 2008 - Singolare femminile giunse al terzo turno venendo eliminata da Anna Čakvetadze. Nello stesso anno al Regions Morgan Keegan Championships and the Cellular South Cup perse contro Lindsay Davenport che poi vinse la competizione.
Nel 2010 giunse al terzo turno al Family Circle Cup 2010 - Singolare.

## Statistiche WTA

### Doppio

#### Sconfitte (1)
| Legenda               |
| --------------------- |
| Grande Slam (0)       |
| Argenti Olimpici (0)  |
| WTA Finals (0)        |
| Premier Mandatory (0) |
| Premier 5 (0)         |
| Premier (0)           |
| International (1)     |

| N. | Data           | Torneo                             | Superficie  | Compagna    | Avversarie in finale          | Punteggio        |
| 1. | 17 luglio 2016 | Ladies Championship Gstaad, Gstaad | Terra rossa | Annika Beck | Lara Arruabarrena Xenia Knoll | 1-6, 6-3, [8-10] |

## Circuito WTA 125

### Singolare

#### Vittorie (1)
| N. | Data             | Torneo                            | Superficie    | Avversaria in finale | Punteggio |
| 1. | 20 novembre 2016 | OEC Taipei WTA Challenger, Taipei | Sintetico (i) | Chang Kai-chen       | 6-4, 6-3  |

#### Sconfitte (1)
| N. | Data             | Torneo                         | Superficie  | Avversaria in finale   | Punteggio |
| 1. | 11 novembre 2018 | Engie Open de Limoges, Limoges | Cemento (i) | Ekaterina Aleksandrova | 2-6, 2-6  |

### Doppio

#### Vittorie (1)
| N. | Data         | Torneo                                                | Superficie | Compagna          | Avversarie in finale             | Punteggio   |
| 1. | 2 marzo 2019 | Oracle Challenger Series - Indian Wells, Indian Wells | Cemento    | Kristýna Plíšková | Taylor Townsend Yanina Wickmayer | 7-6(7), 6-4 |

## Statistiche ITF

### Singolare

#### Vittorie (13)
| Torneo $100.000 (0) |
| Torneo $80.000 (0)  |
| Torneo $75.000 (0)  |
| Torneo $60.000 (0)  |
| Torneo $50.000 (5)  |
| Torneo $25.000 (8)  |
| Torneo $15.000 (0)  |
| Torneo $10.000 (0)  |

| N.  | Data              | Torneo                                               | Superficie    | Avversaria in finale     | Punteggio     |
| 1.  | 26 agosto 2006    | Multisport Cup, Mosca                                | Terra rossa   | Ekaterina Makarova       | 7-6(4), 6-3   |
| 2.  | 5 novembre 2006   | Belarus Ladies Open, Minsk                           | Sintetico (i) | Anastasija Pavljučenkova | 6-4, 6-3      |
| 3.  | 22 ottobre 2007   | Gubernator Cup, Podol'sk                             | Sintetico (i) | Anna Lapuščenkova        | 6-1, 6-3      |
| 4.  | 11 novembre 2007  | MTB Bank, Minsk                                      | Sintetico (i) | Sorana Cîrstea           | 6-1, 6-1      |
| 5.  | 30 marzo 2009     | ITF Women's Circuit Khanty-Mansiysk, Chanty-Mansijsk | Sintetico (i) | Anna Lapuščenkova        | 6-3, 6-2      |
| 6.  | 22 novembre 2009  | Ritro Slovak Open, Bratislava                        | Cemento (i)   | Renata Voráčová          | 6-4, 6-2      |
| 7.  | 8 agosto 2010     | Astana Womens, Astana                                | Cemento       | Kacjaryna Dzehalevič     | 4-6, 6-1, 6-4 |
| 8.  | 30 giugno 2014    | Thermphos Challenger Zeeland, Middelburg             | Terra rossa   | Angelique van der Meet   | 7-5, 7-5      |
| 9.  | 1º settembre 2014 | Summer Cup, Mosca                                    | Terra rossa   | Xenia Knoll              | 7-6(2), 6-1   |
| 10. | 20 settembre 2014 | Izida Cup, Dobrič                                    | Terra rossa   | Andreea Mitu             | 3-6, 7-5, 6-3 |
| 11. | 3 novembre 2014   | Jolie Ville Golf Women's, Sharm el-Sheikh            | Cemento       | Laura Siegemund          | 6-2, 6-2      |
| 12. | 16 novembre 2014  | Jolie Ville Golf Women's, Sharm el-Sheikh            | Cemento       | Laura Siegemund          | 5-7, 6-3, 6-2 |
| 13. | 19 giugno 2016    | Ilkley Trophy, Ilkley                                | Erba          | Rebecca Šramková         | 6-4, 6-4      |

### Doppio

#### Vittorie (6)
| Torneo $100.000 (0) |
| Torneo $80.000 (0)  |
| Torneo $75.000 (0)  |
| Torneo $60.000 (0)  |
| Torneo $50.000 (2)  |
| Torneo $25.000 (3)  |
| Torneo $15.000 (0)  |
| Torneo $10.000 (1)  |

| No. | Data            | Torneo                                          | Superficie  | Compagna                 | Avversarie in finale                   | Punteggio        |
| 1.  | 8 maggio 2005   | Dubrovnik Open, Dubrovnik                       | Terra rossa | Natalia Bogdanova        | Tina Obrež Meta Sevšek                 | 4-6, 6-4, 6-4    |
| 2.  | 29 ottobre 2006 | Gubernator Cup, Podol'sk                        | Cemento (i) | Anastasija Pavljučenkova | Vasilisa Davydova Kacjaryna Dzehalevič | 6-1, 6-2         |
| 3.  | 1º aprile 2007  | Spring Cup, Mosca                               | Cemento (i) | Alisa Klejbanova         | Arina Rodionova Kacjaryna Dzehalevič   | 7-6(2), 6-0      |
| 4.  | 15 aprile 2007  | Open GDF SUEZ de Biarritz, Biarritz             | Terra rossa | Yevgenia Savransky       | Ekaterina Ivanova Iryna Brémond        | 2-6, 6-1, 6-3    |
| 5.  | 23 aprile 2007  | Torneo Internacional Ciutat de Torrent, Torrent | Terra rossa | Ekaterina Ivanova        | Marta Marrero Carla Suárez Navarro     | 7-6(7), 3-6, 6-2 |
| 6.  | 12 agosto 2013  | Kazan Summer Cup, Kazan'                        | Cemento     | Veronika Kudermetova     | Alexandra Artamonova Martina Borecká   | 5-7, 6-0, [10-8] |

## Grand Slam Junior

### Doppio

#### Vittorie (1)
| Tornei del Grande Slam  |
| ----------------------- |
| Australian Open (1)     |
| Open di Francia (0)     |
| Torneo di Wimbledon (0) |
| US Open (0)             |

| N. | Data            | Torneo                     | Superficie | Compagna        | Avversarie in finale          | Punteggio     |
| 1. | 27 gennaio 2007 | Australian Open, Melbourne | Cemento    | Arina Rodionova | Julia Cohen Urszula Radwańska | 2-6, 6-3, 6-1 |

## Risultati in progressione
| Sigla | Risultato               |
| ----- | ----------------------- |
| V     | Vincitore               |
| F     | Finalista               |
| SF    | Semifinalista           |
| O     | Oro olimpico            |
| A     | Argento olimpico        |
| SF    | Bronzo olimpico         |
| QF    | Quarti di Finale        |
| 4T    | Quarto turno            |
| 3T    | Terzo turno             |
| 2T    | Secondo turno           |
| 1T    | Primo turno             |
| RR    | Round Robin             |
| LQ    | Turno di qualificazione |
| A     | Assente                 |
| ND    | Non disputato           |

| Legenda superfici    |
| -------------------- |
| Cemento              |
| Terra battuta        |
| Erba                 |
| Superficie variabile |

### Singolare nei tornei del Grande Slam
| Torneo          | 2008 | 2009 | 2010 | 2011 | 2012 | 2013 | 2014 | 2015 | 2016 | V--S |
| --------------- | ---- | ---- | ---- | ---- | ---- | ---- | ---- | ---- | ---- | ---- |
| Australian Open | A    | A    | 1T   | 2T   | 1T   | A    | A    | 1T   | 1T   | 1-5  |
| Open di Francia | 1T   | A    | A    | 1T   | A    | A    | A    | 1T   | A    | 0-3  |
| Wimbledon       | 3T   | A    | A    | 2T   | A    | A    | A    | 2T   | 2T   | 5-4  |
| US Open         | 1T   | A    | A    | 1T   | A    | A    | A    | 2T   | 2T   | 2-4  |
| Totale          | 2-3  | 0-0  | 0-1  | 2-4  | 0-1  | 0-0  | 0-0  | 2-4  | 2-3  | 8-16 |

### Doppio nei tornei del Grande Slam
| Torneo          | 2008 | 2009 | 2010 | 2011 | 2012 | 2013 | 2014 | 2015 | 2016 | V--S |
| --------------- | ---- | ---- | ---- | ---- | ---- | ---- | ---- | ---- | ---- | ---- |
| Australian Open | A    | A    | A    | A    | A    | A    | A    | A    | A    | 0-0  |
| Open di Francia | A    | A    | A    | A    | A    | A    | A    | A    | A    | 0-0  |
| Wimbledon       | A    | A    | A    | 2T   | A    | A    | A    | 1T   | A    | 1-2  |
| US Open         | 2T   | A    | A    | A    | A    | A    | A    | A    | A    | 1-1  |
| Totale          | 1-1  | 0-0  | 0-0  | 1-1  | 0-0  | 0-0  | 0-0  | 0-1  | 0-0  | 2-3  |

### Doppio misto nei tornei del Grande Slam
Nessuna partecipazione